# Nicola Payne
Nicola „Nikki“ Anne Payne, nach Heirat Mills, (* 26. Juli 1966 in Hongkong) ist eine ehemalige neuseeländische Ruderin.
Die 1,75 m große Nicola Payne belegte bei den Junioren-Weltmeisterschaften 1984 den vierten Platz im Einer.
Bei den Olympischen Spielen 1988 in Seoul traten Nicola Payne und Lynley Hannen im Zweier ohne Steuerfrau an. Im ersten Vorlauf belegten sie den zweiten Platz hinter Kerstin Spittler und Katrin Schröder aus der DDR. Mit einem Sieg im Hoffnungslauf qualifizierten sich die beiden Neuseeländerinnen für das Finale. Dort gewannen die Rumäninnen Rodica Arba und Olga Homeghi vor den Bulgarinnen Radka Stojanowa und Lalka Berberowa. Dahinter erkämpften Payne und Hannen die Bronzemedaille vor dem Boot aus der DDR.
Im Jahr darauf belegten Payne und Hannen den sechsten Platz bei den Weltmeisterschaften 1989. 1990 erreichte Payne bei den Weltmeisterschaften 1990 den sechsten Platz im Vierer ohne Steuerfrau. Mit dem Achter ruderte sie auf den vierten Platz.